# Insolentipalpus biagi
Insolentipalpus biagi là một loài bướm đêm trong họ Noctuidae.